# 1703 (сериал)
«1703» — российский сериал в жанре детективной чёрной комедии режиссёра Сергея Сенцова и сценариста Дениса Артамонова.
Названием сериала стал год основания Санкт-Петербурга. Премьера сериала состоялась 29 сентября 2022 года в онлайн-кинотеатре Okko.
Сериал получил две награды фестиваля Original+ в категориях «Оригинальный сериал» и «Оригинальная музыка».

## Сюжет
Из Москвы в Санкт-Петербург переводится молодой полицейский Вадим Радченко, мечтающий о карьере в стендапе. В городе на Неве у него живёт и работает невеста Маша. Напарником Вадика становится хмурый агрессивный капитан полиции с суицидальными наклонностями Георгий Колпаков. Вместе Вадику и Гоше предстоит колесить по культурной столице России на старенькой иномарке под хиты Татьяны Булановой и расследовать преступления.

## В ролях
— главная роль
| Актёр              | Роль                                                                              |
| ------------------ | --------------------------------------------------------------------------------- |
| Гоша Куценко       | Гоша (Георгий) Колпаков                                                           |
| Кузьма Сапрыкин    | Вадик (Вадим) Радченко                                                            |
| Варвара Феофанова  | Аврора вебкам-модель, подруга Роди                                                |
| Павел Табаков      | Родя (Родион Георгиевич) Колпаков сын Гоши, трансгендерный человек, вебкам-модель |
| Софья Лебедева     | Маша (Мария) невеста Вадика, ведущая свадебных церемоний во Дворце бракосочетания |
| Андрей Федорцов    | Порфирин подполковник полиции, начальник Гоши и Вадика                            |
| Николай Фоменко    | отец Фёдор                                                                        |
| Эдуард Шарлот      | Рома-музыкант (Роман)                                                             |
| Игорь Гаспарян     | армянин с этикетки                                                                |
| Роза Хайруллина    | Роза                                                                              |
| Ольга Прокофьева   | мама Маши                                                                         |
| Пьер Нарцисс       | мембер Авроры                                                                     |
| Иван Голунов       | журналист                                                                         |
| Олеся Железняк     | Майя                                                                              |
| Олег Ягодин        | «Казак» киллер                                                                    |
| Эвелина Блёданс    | Наталья вдова                                                                     |
| Андрей Ургант      | муж Вдовы                                                                         |
| Антон Привольнов   | хирург-кришнаит                                                                   |
| Павел Подкользин   | Саша «Единорог» (Александр)                                                       |
| Иван Купреенко     | Миронов (Мирон) следователь, майор юстиции                                        |
| Гарик Айвазов      | Дима «Египтянин» (Дмитрий) администратор вебкам-студии                            |
| Анатолий Горячев   | папа Маши                                                                         |
| Владимир Сапрыкин  | папа Вадика начальник уголовного розыска в Москве                                 |
| Максим Югов        | Костя «Рассказчик» (Константин) старший дежурный отделения полиции                |
| Алёна Анохина      | Жанна вебкам-модель                                                               |
| Илья Соболев       | камео                                                                             |
| Артём Лещик        | Аркаша санитар морга                                                              |
| Ромуальд Макаренко | патологоанатом                                                                    |
| Андрей Полищук     | «Паша Америка» («Полковник Устинов») руководитель ритуального агентства «Исход»   |
| Игорь Грабузов     | Черкасов следователь по особо важным делам                                        |
| Александр Ронис    | Феликс юрист ритуального агентства «Исход»                                        |

## Список серий

### 1 сезон
| № серии | Название                           | Дата премьеры    |
| ------- | ---------------------------------- | ---------------- |
| 1       | «Встали за дворец»                 | 29 сентября 2022 |
| 2       | «Почитание голгофского креста»     | 6 октября 2022   |
| 3       | «Я знаю, что они делают с трупами» | 13 октября 2022  |
| 4       | «Жертвоприношение»                 | 20 октября 2022  |
| 5       | «Раз революция, два революция…»    | 27 октября 2022  |
| 6       | «Ольгинские тролли»                | 3 ноября 2022    |
| 7       | «Ахпер!»                           | 10 ноября 2022   |
| 8       | «Грифоны Петра Великого»           | 17 ноября 2022   |

## Производство и выпуск
По словам режиссёра Сергея Сенцова, история в равной степени была вдохновлена современной повесткой, Ф. М. Достоевским и Шейном Блэком — его «Смертельным оружием», «Последним бойскаутом» и «Славными парнями».
Пилотная серия была снята в июле 2020 года. Впервые о сериале было официально объявлено 29 октября 2020 года на презентации сезона 2020/2021 годов телеканала ТНТ.
Съёмки сезона стартовали в Санкт-Петербурге в середине апреля 2021 года и продолжались несколько месяцев с перерывом на период белых ночей в течение 64 ночных смен.
28 апреля 2021 года состоялся показ пилотной серии в рамках внеконкурсной программы сериалов «Первая серия» 43 Московского международного кинофестиваля. В феврале 2022 года сериал был представлен на Европейском кинорынке.
Показ первой серии состоялся 21 июня 2022 года в конкурсной программе I фестиваля стримингового контента Original+ в Москве в рамках форума CSTB.PRO.MEDIA 2022. Светская премьера сериала состоялась 26 сентября 2022 года в столичном кинотеатре «Москва».
9 апреля 2024 года генеральный директор онлайн-кинотеатра Okko Сергей Шишкин сообщил о том, что сериал закрыт и второго сезона не будет.

## Саундтрек
| Исполнитель      | Название композиции |
| ---------------- | ------------------- |
| Татьяна Буланова | «Старшая сестра»    |
|                  | «Девчонка»          |
|                  | «Не плачь»          |
|                  | «Ясный мой свет»    |
|                  | «Песня о друзьях»   |
|                  | «Мой ненаглядный»   |
| DoppDopp         | «Билли»             |
| Эдуард Шарлот    | «Моя оборона»       |
|                  | «Щека на щеку»      |

## Реакция
Сериал получил в основном положительные оценки и был признан лучшим сериалом 2022 года по версии российских кинокритиков.
- Елена Зархина (Газета.ru):

В Голливуде подобные сюжеты с бромансом двух совершенно непохожих друг на друга полицейских-напарников, один из которых — гость из невиданных краев, называется new dog in town (новый пёс в городе), и любопытно, что первой в кадре „1703“ появляется именно чёрная собака».
- Сергей Ефимов («Комсомольская правда»):

Ключевой персонаж „1703“, конечно, сам Санкт-Петербург, год основания которого вынесен в титул. Он мрачный, темный, дождливый; стилистически „1703“ — это самый настоящий нуар. Город в сериале соткан из мифов о нем, по его улицам бродит черный пес и тени подаренных императору слонов, здесь почти всегда ночь — впрочем, стабильно нарушаемая предрассветной мглой и московской витальностью Вадика, разъезжающего на велосипеде в просторном плаще. Это предельно чувственное — и в эротическом смысле тоже, пронзительное признание в любви к Санкт-Петербургу, спрятанное в пелену иронического детектива (или чёрной комедии, как настаивают создатели сериала)».
- Вадим Богданов (InterMedia):

Чтобы описать „1703“, у кого-то может появиться дрянная ассоциация с „Улицами разбитых фонарей“ из-под пера Тарантино. Во-первых, там есть Андрей Федорцов в погонах, во-вторых, в основе всего этого — достойный криминальный сценарий, где и герои хорошо прописаны, и диалоги остроумные, меткие, искрятся чёрным юмором. Но если уж и искать верный западный референс для „1703“, то тут разумнее вспомнить творчество Шейна Блэка, большого мастера отвязных и лихо закрученных бадди-комедий о полицейских, по спирали погружающихся в тёмную клоаку большого города. Сценарий Дениса Артамонова богат на изобретательные сюжетные ходы и прямо-таки пестрит афоризмами, большинство из которых исходят от саркастичного Куценко, чья роль отдаёт харизматичным нигилизмом Гари Олдмана из совсем свежих „Медленных лошадей“».
- Егор Москвитин («Ведомости»):

Сериал „1703“ тоже только притворяется брутальным нуаром. Да, формально он здорово похож, например, на „Черную орхидею“ Брайана Де Пальмы. Два напарника расследуют дело о странной гибели роковой брюнетки и встречают роковую блондинку — только на сей раз это не Скарлетт Йоханнсон, а наэлектризованная Варвара Феофанова из театра „Современник“. Круг подозреваемых постоянно растет, и в конечном счете убийцей наверняка окажется сам город — только на сей раз это черный пес Петербург, а не Лос-Анджелес 40-х. Но главная заслуга сценариста Дениса Артамонова не в сумасшедшей насмотренности и парадоксальном юморе, а в том, что он не боится обнажать мужские травмы. Взяв за основу самый мужской телемиф России — все эти подворотни из „Улиц разбитых фонарей“, „Убойной силы“, „Бандитского Петербурга“ и „Брата“, он вдруг берется исследовать и защищать пресловутую мужскую хрупкость».
- Владислав Шуравин (Film.ru):

„1703“ — возможно, самый фактурный отечественный сериал последних лет. Как и большинство других продюсерских проектов дуэта Никишов-Федорович („Перевал Дятлова“, „Колл-центр“), шоу соткано из цитат, отсылок и фантасмагорических сюжетных поворотов».

## Награды и номинации
- 2022 — Фестиваль стримингового контента Original+[19]
  - главный приз в номинации «Оригинальный сериал»
  - приз в номинации «Оригинальная музыка» — Вадим Купэ Газгольдер (Вадим Карпенко), Леван Авазашвили
- 2023 — Премия «Большая цифра» в категории «Оригинальные сериалы собственного производства» - «Лучший детектив/триллер»[20]
- 2023 — 2 премии «МедиаБренд» в категориях «Лучший проморолик фильма или сериала российского или совместного производства» и «Лучший оригинальный саундтрек»[21].